# Who's the boss in the factory
Who's the boss in the factory is het derde muziekalbum van de Zweedse muziekgroep Karmakanic. Karmakanic is een gedeeltelijke afsplitsing van The Flower Kings, het is daarom niet zo vreemd dat delen van het album zijn opgenomen in de privéstudio van Tomas Bodin (toetsenist TFK) en dat ook Roine Stolt (gitarist TFK) een stevige vinger in de pap heeft.

## Musici

### Karmakanic
- Göran Edman – zang;
- Krister Johnsson- gitaar
- Jonas Reingold – basgitaar
- Lalle Larsson – keyboards
- Zoltan Csörsz – slagwerk.

### Gastmusici
waaronder
- Johan Glössner – akoestische gitaar
- Andy Tillison – keyboards (1), (2) en (4)
- Roine Stolt – gitaar, keyboards, percussie op (4)
- Theo Travis – saxofoon op (4)
- Tomas Bodin – keyboards op (1), (2) en (4)

## Composities
Allen van Jonas Reingold (muziek) en Inger Ohlén Reingold (teksten):
1. Send a message from the heart (19:29)
2. Let in Hollywood (4:53)
3. Who’s the boss in the factory? (13:04)
4. Two blocks from the edge (9:51)
5. Eternally I (1:51)
6. Eternally II (6:22)

Eternally I is opgedragen aan de ouders van Reingold, die door een verkeersongeluk het leven lieten.